# 重新裝彈
《重新裝彈》（Reload）是美國重金屬樂團金屬製品的第七張錄音室專輯，於1997年11月18日由厄勒克特拉唱片發行。如同樂團的上一張專輯，《重新裝彈》歌曲在加州灣區索薩利托的Plant錄音室錄製。這是傑森·紐斯特在金屬製品時期參與的最後一張錄音室專輯（紐斯特最後參與音樂作品是2000年發行的單曲《我消失》）。
《重新裝彈》空降Billboard 200榜單冠軍，並獲得美國唱片業協會（RIAA）認證為多白金唱片。金屬製品以此專輯中收錄的單曲之一〈遠勝於你〉（Better than You）獲得第四十一屆葛萊美獎的最佳金屬樂表演獎項。